# Dead Shot Baker
Dead Shot Baker è un film muto del 1917 diretto da William Duncan che ne è anche l'interprete principale insieme a Carol Holloway. Fu prodotto dalla Vitagraph Company of America e distribuito dalla Greater Vitagraph (V-L-S-E).
La sceneggiatura di George H. Plympton si basa su Wolfville: Episodes of Cowboy Life, una raccolta di racconti di Alfred Henry Lewis pubblicata a New York nel 1897. Il film fu il primo di una serie di due, diretti e interpretati entrambi da William Duncan (il secondo, The Tenderfoot, sarebbe stato poi distribuito in dicembre).

## Trama
Dead Shot Baker, amato sceriffo di Wolfville, salva con i suoi uomini due ragazze che sono state rapite da una diligenza assaltata da una banda di fuorilegge. Una delle due, la bella e volitiva Evelyn Baldwin, è figlia di un minatore una volta ricco ma che ora, rimasto senza un soldo, si è dato al bere. Dopo la morte del vecchio Baldwin, Evelyn, anche se povera in canna, si rifiuta di lavorare. Dead Shot, allora, la chiede in moglie: lei accetta ma poi snobba il marito, preferendogli il nuovo direttore dell'ufficio postale. Dead Shot, innamorato della moglie, vuole che lei sia felice anche se con un altro e così decide di sacrificarsi, cercando la morte in una missione pericolosa. La notizia della sua scomparsa arriva in città. Evelyn, allora, si mette a capo di un gruppo di uomini, va sulle colline a caccia dei fuorilegge che hanno provocato la morte del marito, li sconfigge e poi trova il marito, gravemente ferito che lei cura con amore. Il suo comportamento le guadagna così il rispetto di tutti gli abitante della città.

## Produzione
Il film fu prodotto dalla Vitagraph Company of America. Il 25 agosto 1917, Motion Picture News annunciava che William Duncan aveva completato la lavorazione di un film intitolato Death Trap Baker.

## Distribuzione
Il copyright del film, richiesto dalla Vitagraph Co. of America, fu registrato il 6 ottobre 1917 con il numero LP11524.
Distribuito dalla Greater Vitagraph (V-L-S-E), il film uscì nelle sale cinematografiche statunitensi il 15 ottobre 1917. In Portogallo, dove fu distribuito il 30 luglio 1918, prese il titolo O Vencedor da Morte.
Non si conoscono copie ancora esistenti della pellicola che viene considerata presumibilmente perduta.